# Lienardia roseotincta
Lienardia roseotincta é uma espécie de gastrópode do gênero Lienardia, pertencente a família Clathurellidae.